# Касьяновка (Чертковский район)
Касья́новка — хутор в Чертковском районе Ростовской области.
Входит в состав Осиковского сельского поселения.

## Население
| 2010 |
| ---- |
| 115  |

## Улицы
На хуторе имеется одна улица — Сельская.